# Huejotzingo
Huejotzingo (Nahuatl: Huexotzinco) is een stad in de Mexicaanse deelstaat Puebla. Huejotzingo heeft 23.826 inwoners (2005) en is de hoofdplaats van de gemeente Huejotzingo.
In de precolumbiaanse periode was Huexotzinco een bloemenoorlogstaat die een bondgenoot was van Tlaxcala en een vijand van de Azteken. Tijdens de Spaanse verovering van het Azteekse Rijk vochten de Huexotzincanen dan ook aan de zijde van de Spanjaarden. Uit de periode kort na de verovering door de Spanjaarden stamt de Codex van Huexotzinco, het relaas van een rechtszaak van de Huexotzincanen tegen de koloniale autoriteiten.
Huejutozingo is tegenwoordig vooral bekend wegens haar monumentale franciscaner convent uit de 16e eeuw dat is opgertrokken in platereskstijl.

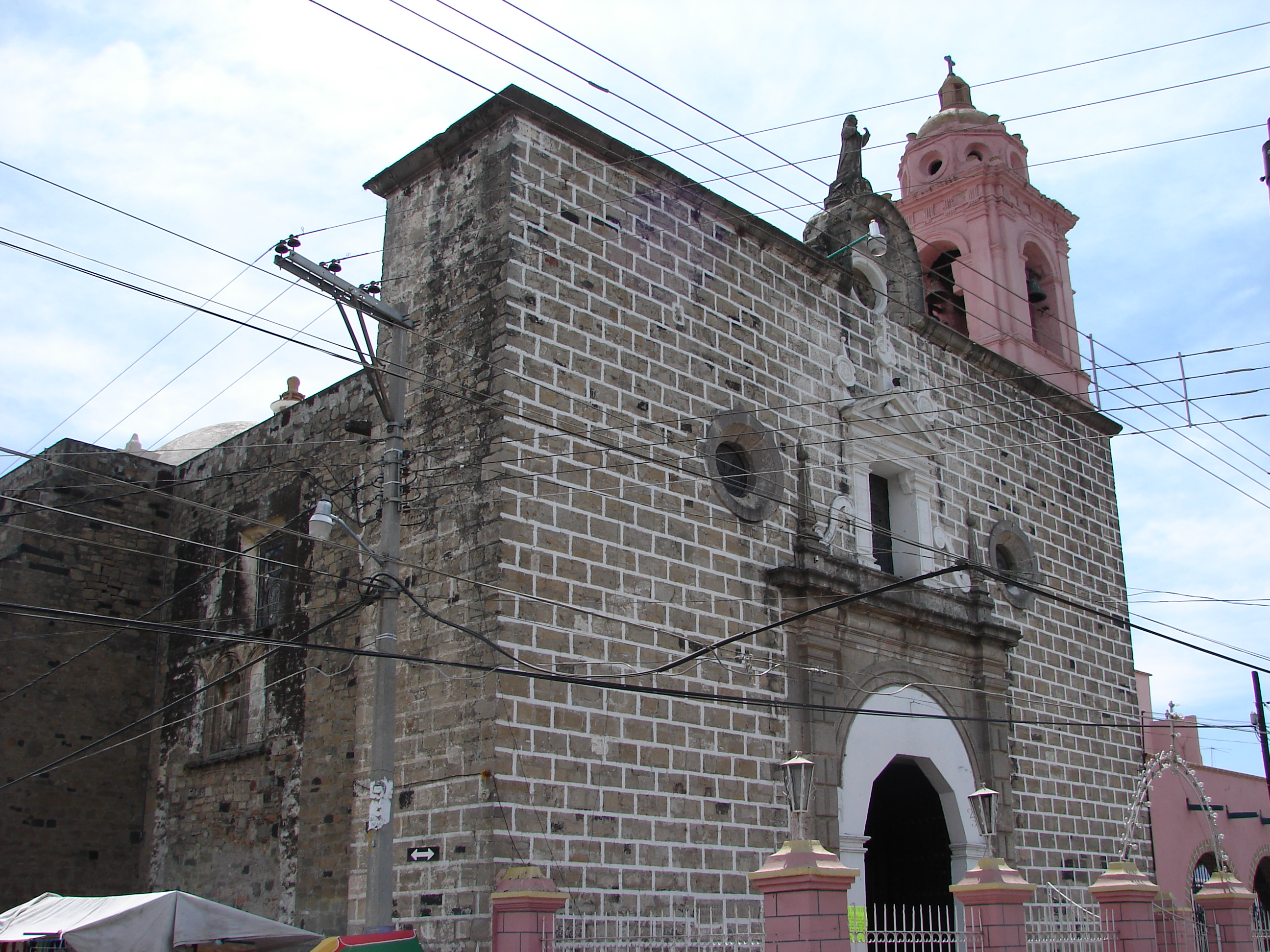
Kerk van San Diego
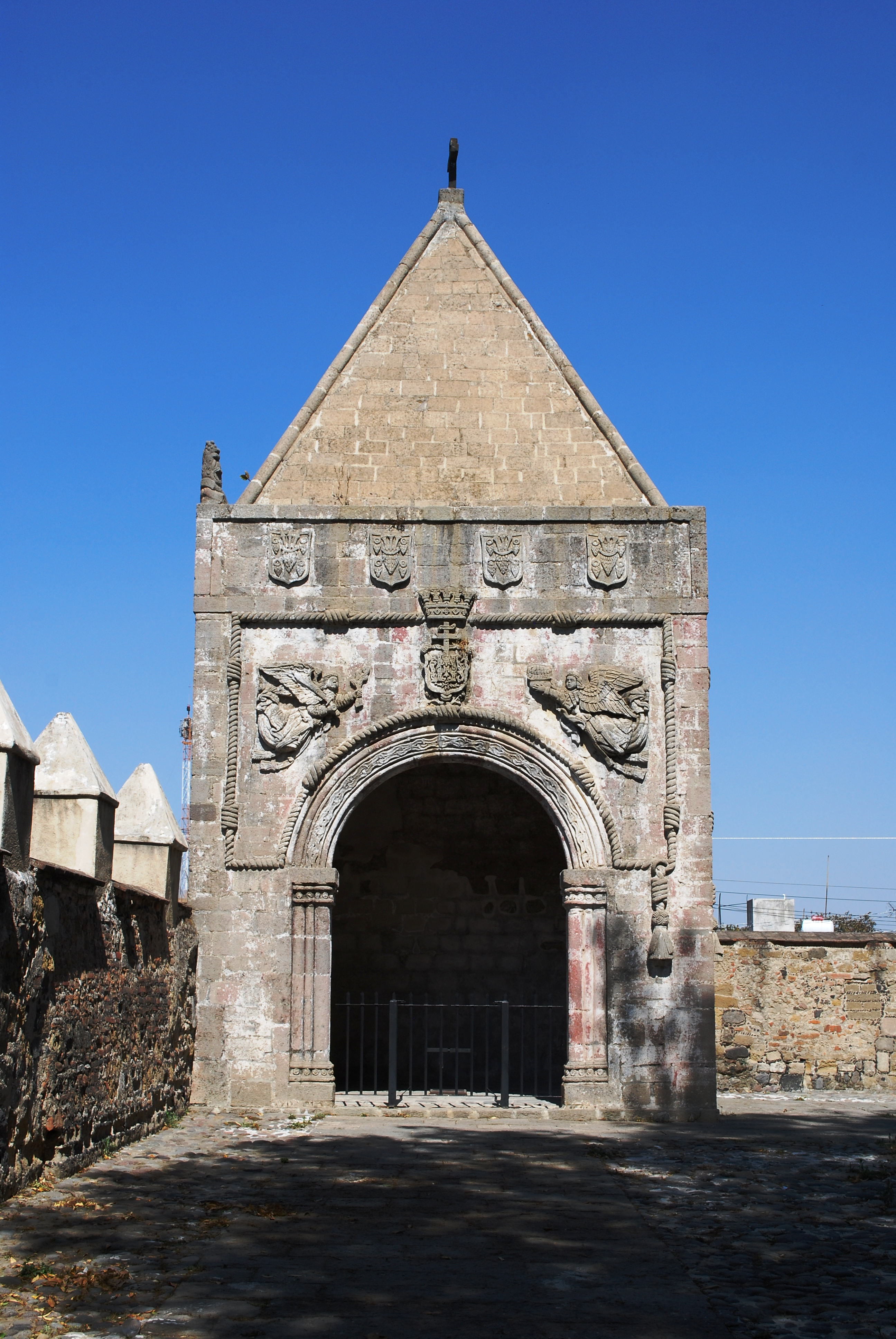
Kapel in Huejotzingo
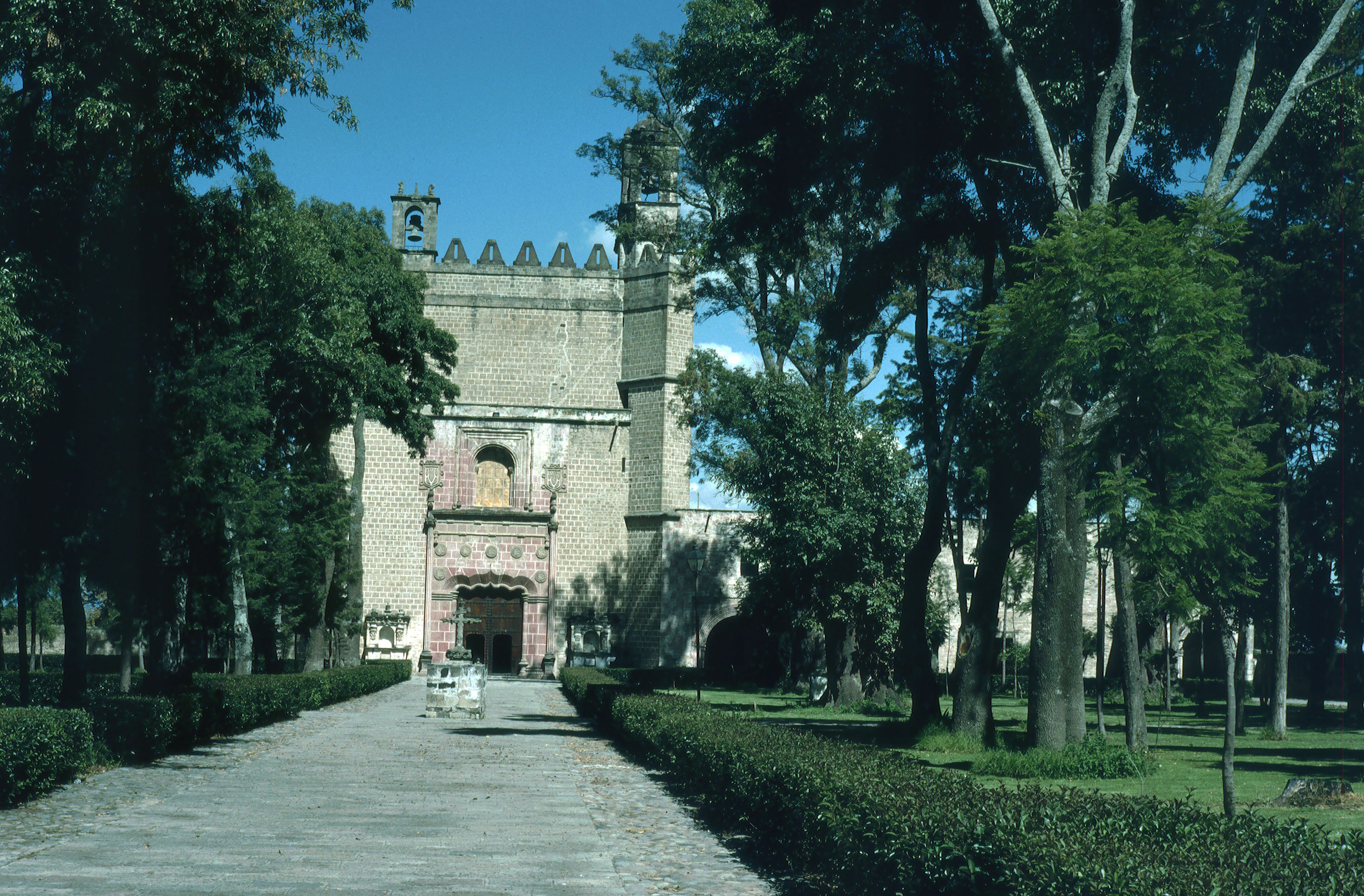
Franciscatner convent
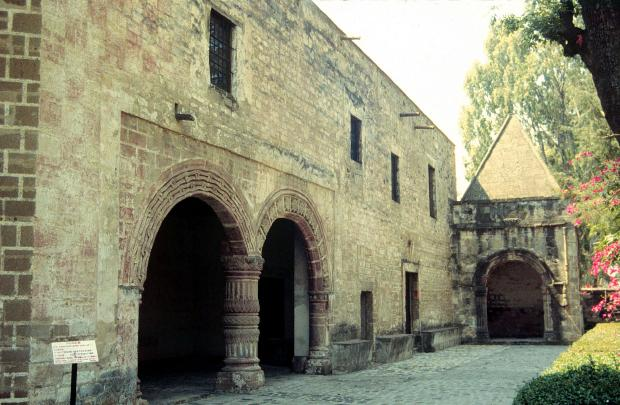
Franciscatner convent